# モリシア津田沼
モリシア津田沼（モリシアつだぬま、英称：Morisia Tsudanuma）は、千葉県習志野市の津田沼駅南口前に立地していた複合商業施設。2008年（平成20年）3月、複合商業施設「サンペデック」の名称変更を含め全面リニューアルした。JR津田沼駅南口再開発計画により建て替えられることになっており、2025年3月に閉館した。2026年4月から解体工事に着手、2031年の完成（事業全体の終了は2032年）を予定している。

## 概要

### サンペデックとして開業
1971年（昭和46年）11月に習志野市が国電津田沼駅南口（旧第一中学校跡地）開発事業計画を公募し、1973年（昭和48年）2月にフジタ工業の提案計画を採用することに決定した。同社出資のデベロッパーとして、1973年8月に「津田沼開発」が設立され、この開発事業を推進、1978年10月14日に複合商業施設「サンペデック」が開業した。1980年、第21回BCS賞。
施設前には、大高正人設計の広さ5,100㎡の津田沼公園が整備され、この公園とは、連続して人工地盤による緑のプラザが基壇状に広がり、4階屋上広場に繋がっていた。施設には、同一フロアに津田沼髙島屋（店舗面積11,957㎡）と津田沼ダイエー（店舗面積15,456㎡）、さらに52店のファッション専門店が入り、本格的な飲食店18店が営業するデリカタウン、三井銀行、東海銀行の津田沼支店、ナムコランド、子供遊園地、習志野文化ホール（1,475名収容）、小ホール、結婚式場、クリニック、オフィス等が入った。駐車場は地下2階と平面で併せて1,500台分用意された。
1988年8月、売上不振のため津田沼髙島屋が閉店。その跡地は、ダイエーが借り上げてディスカウントストア「エキゾチックタウン」を出店した。

### モリシア津田沼に改装
2006年、野村不動産グループが施設を取得し、大規模改装を行い、2008年3月13日に「Morisia （モリシア）」津田沼」として開業した。核店舗は、イオンの都市型食品スーパーマーケット、TSUTAYA、ヤマダ電機。
2017年8月31日、核店舗のイオンモリシア津田沼店が営業を終了。イオンリテールからダイエーへ吸収分割方式で営業権を移譲し、数日間の改装を経て9月5日にダイエーモリシア津田沼店としてリニューアルオープンすることとなり、ダイエーとしては12年ぶりの当施設への再出店となった。
施設は、Morisia Shop（商店街、B1階 - 3階）、Morisia Restaurant（レストラン街など、4階 - 11階）、Morisia Office（オフィス棟、4階 - 11階）の3つのゾーンから構成され、駐車場は地下2階のほか、立体駐車場（Morisia Shop2階に連絡通路）と平面駐車場（提携駐車場）が1箇所ある。

### 再開発へ
老朽化が進んでいるモリシア津田沼を取り壊し、高層マンションと複合施設等を建設する計画が進められている。施行予定者は野村不動産で、南東側に50階程度かつ1000戸程度の住宅棟、南西側に地下2階地上9階建ての複合施設棟の2棟を建設し、駅に近い北側には駅前広場とその上への約2500㎡の駅前広場デッキの整備を計画している。主要施設は2031年度に完成し、全体事業は32年度に終了する。総事業費は約1400億円。これに伴い、2023年3月31日を以って、習志野文化ホールは長期休館となった。
2024年11月11日、野村不動産コマースはモリシア津田沼を2025年3月30日に閉館することを発表し、同日に閉館したが、2025年5月、建設費の高騰や社会情勢の不透明さなどを理由として再開発事業自体の延期を行う旨を習志野市へ通知、同施設の部分的な再開も検討していると明らかにした。野村不動産は中野サンプラザを含めた中野駅周辺の再開発とは異なり同再開発事業自体の放棄は行わないとしているが、中断長期化の可能性について言及している。

## 沿革
- 1978年（昭和53年）10月14日 - 習志野サンペデック開業。
- 1988年（昭和63年）8月28日 - 津田沼髙島屋閉店。
- 2002年（平成14年）4月25日 - エキゾチックタウン閉店。
- 2005年（平成17年）11月30日 - 旧ダイエー津田沼店閉店。
- 2008年（平成20年）3月13日 - モリシア津田沼開業。
- 2021年（令和3年）11月19日 - モリシア津田沼の2025年（令和7年）度以降の解体決定[13]。
- 2023年（令和5年）3月31日 - 習志野文化ホール一時休館[14]。
- 2025年（令和7年）3月30日 - モリシア津田沼閉館予定[3]。

### サンペデック
サンペデック（習志野サンペデック）は、モリシア津田沼の前身の複合商業施設。
戦前、津田沼駅周囲には陸軍鉄道連隊が設置され、戦後、南口の同施設跡地に津田沼町立第一中学校（後の習志野市立第一中学校）が開校した。1972年、同校は500mほど西に位置する庄司ヶ池跡のくぼ地に移転し、駅前の再開発が行われた。
1978年10月、駅南口に「習志野サンペデック」が習志野文化ホールと総合商業施設の複合施設として、駅前バスロータリー、ペデストリアンデッキとともに設置された。所有者は日本生命保険相互会社で、当初の主要テナントは髙島屋とダイエー。開業時はダイエーの完全子会社津田沼ダイエーが管理運営を行った。しかし、売上不振により、1988年8月28日をもって高島屋が撤退し、その跡地も旧ダイエーが借り上げてディスカウントストア「エキゾチックタウン」を開店した。エキゾチックタウンを加えたダイエー津田沼店の店舗面積は、当時日本最大となり売り上げも日本一を記録したこともある。なお、トイレと階段が中央付近の近い場所に2か所あるのはダイエーと高島屋が壁で仕切られていた当時の名残である。その他にも旧ダイエー側と旧高島屋側でエスカレーターの機種が違うなどの名残りもある。
2002年4月25日、ダイエー津田沼店全面改装の際にエキゾチックタウンはダイエー津田沼店に吸収された。後年、ダイエー津田沼店はイオンの津田沼出店（イオンモール津田沼）も影響して業績が悪化し、ダイエー本体も産業再生機構からの支援が決まったことから、2005年11月30日にサンペデックから一度全面撤退。ダイエー撤退後、日本生命は所有権を野村不動産（野村不動産ホールディングス）に売却した。
津田沼駅南口は北口に比して駅前再開発が著しく遅れ、サンペデック開業後も東側は千葉工業大学津田沼キャンパス、西南側は市街化調整区域で畑が広がる状態が長らくの間続くなど一次商圏の広がりに乏しく、1998年、西側隣接地にテナントビル「ブロック」（現・Loharu津田沼）が出店するまで事実上の孤立店舗状態で集客面にやや難があった。2007年、懸案であった谷津1・6・7丁目の土地区画整理事業（「奏の杜プロジェクト」。前出の、かつて畑が広がっていた西南側）が習志野市により着手、2013年4月には同地区に「奏の杜forte（フォルテ）」（キーテナントはベルク）が出店するなど商業環境も変化しつつある。
サンペデック内テナントはダイエーを通して契約するもの（SC契約）と、サンペデックと直接契約するものと2種類存在した。SC契約の場合、電話回線はダイエー内の電話交換機を使用してダイエー津田沼店の売り場および他テナントと内線で通話が可能だった。前者はサンペデックと直接契約を交わして存続する一部（アニメイト津田沼店など）を除きダイエーとともに撤退したが、後者はその後も存続した。モリシアに転換されるにあたりテナントが変わることで店舗の間取りの関係から現 Morisia Restaurant 側エレベーターの地下1階、および現 Morisia Office 側エレベーターの地下1階と3階は通過する処置がとられ、Morisia Office のエレベーター横の階段も2階と4階の間は閉鎖されている。

### 2005年以前のフロア構成
|           | ダイエー サンペデックレストラン館                | エキゾチックタウン・旧高島屋 |
| --------- | ------------------------------------------------ | ---------------------------- |
| 6階～11階 | 専門店 飲食店 フォルクス ナムコ 銀座アスターなど | オフィス                     |
| 5階       | 催事場 アニメイト                                | オフィス                     |
| 4階       | 専門店 キャンドゥ                                | オフィス                     |
| 3階       | サトームセン 2003年以前パレックス 書籍アシーネ   | 子供用品                     |
| 2階       | 衣料品・遊戯場                                   | 衣料品                       |
| 1階       | 服飾雑貨                                         | 洋服の青山                   |
| B1階      | 食料品                                           | 生活用品                     |

## テナント
出店テナント全店舗の一覧・詳細情報は公式サイト「ショップガイド」を参照。

### Morisia Shop

#### 地下1階
- ダイエー モリシア津田沼店 - GMS店舗であった前身のダイエー津田沼店とは異なり、食品主体のSSM「イオンフードスタイル」業態での出店。
- 角上生鮮市場 津田沼店 - 2008年3月13日開店。
  - 鮮魚「角上魚類」
  - 精肉「肉処大久保」
  - 青果「ヴェルジェ」
- ポニークリーニング
- アルスメール
- うすかわ五右衛門
- CAMBLEMグリーン珈琲焙煎所
- グランドルチェ - 2025年2月1日閉店
- レオニダス
- ピクニコート（フードコート）

#### 1階
- TSUTAYA
- スターバックスコーヒー - TSUTAYAに置かれた、スターバックスが経営する直営店舗。
- BOOK・OFF
- すき家
- マクドナルド
- 洋服の青山
- わくわく広場
- カーブス（女性専用フィットネス）

#### 2階
- ニトリ デコホーム
- セリア
- モリシアアミューズパーク（ゲームセンター）

#### 3階
- ヤマダデンキ LABI津田沼 - 2008年4月18日開店。3階全体1フロアを占める。サトームセンからの転換店。

### Morisia Restaurant
「Restaurant」を称するが、実際に飲食店が出店しているのは8階・9階・11階のみで、4階 - 7階は専門店、10階はカラオケボックスである。

#### 4階
- みつかリウマチクリニック

#### 5階
- アニメイト
- ゲーマーズ

#### 7階
- 習志野市役所 JR津田沼駅南口連絡所
- ポポンデッタ
- 津田沼囲碁クラブ
- アビバ・大栄 津田沼校

#### 8階
- クイックカラー
- エルセーヌ
- BeLinDa
- きっちょう庵

#### 9階
- やぶ
- 三才坊
- 彩茶房

#### 10階
- カラオケレインボー

#### 11階
- 銀座アスター

### Morisia Office

#### 4階
- モリシアホール・会議室

#### 5階
- 株式会社日本資産総研

#### 7階
- 株式会社日本資産総研（会議室）
- フコク生命 津田沼営業所

#### 8階
- 阿部歯科
- 福井矯正歯科
- 税理士法人 税務総合事務所
- 医系専門予備校 メディカルラボ 千葉津田沼校

### その他
- 習志野文化ホール（4階） - 公益財団法人習志野文化ホールにより運営されていた。文化行事が多数行われ、こども音楽コンクールではこちらの地区大会から、毎年多くの全国優秀賞を輩出する。現在、モリシア津田沼を含めた再開発計画による建替えに向けた長期休館中である。

### 過去のテナント
- ワケあり本舗（1階）
- NUSTEP（1階）
- m.f.editorial（1階）
- マザウェイズ（子供服、2階）
- CURRENT by CIQUETO（2階）
- キッズ☆ガーデン（幼保一体型子育て支援施設、6階） → 近隣に「キッズ☆ガーデン津田沼園」として、実質移転。
- 伊藤楽器ヤマハユニスタイル津田沼センター → イオンモール津田沼に移転。
- 資格の学校 TAC 津田沼校（11階） → イオンモール津田沼に移転。
- 日能研 津田沼校（6階） → 津田沼駅北口の雑居ビルに移転。

## 駐車場
- 地下駐車場（地下2階） - 入口は交差点近傍の立体駐車場向かいにあり、地下1階店舗納品車入口と共用になっている。
- 立体駐車場（連絡通路は2階に連結） - 入口は5階へ直接向かうものと1階のもの、出口は3階から1階へ直接降りるものと1階のものがそれぞれ設置されている。
- 平面（第2）駐車場 - 建物向かいにあり習志野文化ホールと兼用していたが、2013年3月31日をもって閉鎖された。なお習志野文化ホール業務用駐車場はその後も供用されていたが、現在は津田沼ザ・タワー横に市営駐輪場と一体となって整備されている。
- パートナー津田沼南口駐車場（提携駐車場） - かつてはサンペデック→モリシア津田沼平面（第3）駐車場として営業していた。平面（第2）駐車場閉鎖により、2013年4月1日より提携駐車場となった。
- パートナー津田沼南口駐車場隣接のタワーパーキング（シティパーク津田沼）- かつてはダイエー・エキゾチックタウンの提携駐車場だったが2013年以降はモリシア津田沼と提携していない。
- タイムズブロック（ユザワヤ）津田沼（提携駐車場） - 2013年7月20日から提携駐車場に加わったが、2014年10月31日をもって提携を解消。

旧サンペデック時代、建物西側に小規模な平面（第4）駐車場があった。モリシア津田沼になり平面駐車場（第4）が閉鎖された。2023年現在、旧第4駐車場は奏の杜地区の一角となり、旧第2駐車場は習志野市による都市再生整備計画が完了し、津田沼ザ・タワーが建設された。